# シンメンテホールディングス
シンメンテホールディングス株式会社は、東京都品川区に本社を置く持株会社。傘下に、店舗、厨房設備の維持・保全のためのトータルメンテナンスサービスを行うシンプロメンテ株式会社と商業施設の建設、改装を行う株式会社テスコを有する。

## 沿革
- 1985年8月 - クロダ株式会社設立。
- 1999年10月 - メンテナンス業（「緊急メンテナンスサービス」）を事業目的として、クロダ株式会社を商号変更し株式会社トレス・プロジェクトを創業。
- 2004年12月 - 商号を株式会社トレス・プロジェクトからシンプロメンテ株式会社に変更。
- 2006年5月 - 事前に不具合を防止する「予防メンテナンスサービス」を開始。
- 2006年9月 - 厨房機器メーカーを対象とした「メンテナンスアウトソーシングサービス」を開始。
- 2008年5月 - 株式会社ダスキンと業務提携し、設備・機器の清掃系メンテナンスを開始。
- 2009年7月 - 株式会社ダスキン向けに「緊急駆けつけサービス」を開始。
- 2013年12月19日 - 東京証券取引所マザーズ市場上場。
- 2017年9月 - 事業をシンプロメンテ分割準備株式会社に吸収分割して持株会社化。シンメンテホールディングス株式会社に商号変更し、シンプロメンテ分割準備株式会社をシンプロメンテ株式会社（2代）に商号変更[1]。株式会社テスコを株式交換により完全子会社化[2]。これによりテスコの親会社であった株式会社乃村工藝社がシンメンテホールディングスの株式約10%を取得した[3]。